# Julie Wieth
Julie Wieth, född 13 november 1960, är en dansk barn- och vuxenskådespelare. Hon är dotter till skådespelarna Mogens Wieth och Lily Weiding.

## Filmografi (urval)
- 1967 – Far laver sovsen
- 1978 – Vinterbarn
- 1989 – Miraklet i Valby
- 1994 – Riket
- 1997 – Riket II
- 1998 – Idioterna
- 2001 – En riktig människa
- 2002 – Små danska olyckor